# Cat’s Eye (film)
Cat’s Eye (jap. キャッツ・アイ Kyattsu Ai) – japoński film z 1997 roku na podstawie mangi o tym samym tytule. Za reżyserię odpowiadał Kaizō Hayashi, a za scenariusz Hayashi i Tokio Tsuchiya. Premiera w japońskich kinach miała miejsce 30 sierpnia 1997, a za dystrybucję odpowiadało Tōhō.

## Fabuła
Rui, Hitomi i Ai Kisugi to trzy siostry prowadzące kawiarnię w Tokio, które wiodą podwójne życie jako wysoce wyspecjalizowane złodziejki dzieł sztuki, znane pod pseudonimem Cat’s Eye. Podczas próby kradzieży obrazu namalowanego przez ich ojca wpadają w pułapkę chińskiego syndykatu przestępczego. Organizacją kieruje szalona kobieta, która uważa się za cesarzową. Syndykat oferuje siostrom możliwość zobaczenia ich zaginionego od dawna ojca, jeśli zwrócą zdobyty obraz. Sytuacja komplikuje się, gdy inspektor Toshio Utsumi, narzeczony Hitomi, zostaje przydzielony do prowadzenia śledztwa w tej sprawie. Jednocześnie Ai zakochuje się w młodym, nieśmiałym inżynierze komputerowym z Hongkongu, który skrywa jednak mroczną tajemnicę.

## Obsada
Opracowano na podstawie źródła.
- Yuki Uchida jako Ai Kisugi
- Norika Fujiwara jako Rui Kisugi
- Izumi Inamori jako Hitomi Kisugi
- Kenta Harada jako Toshio Utsumi
- Naoko Yamazaki jako Mitsuko Asatani
- Kane Kosugi jako Li
- Wenli Jiang jako pani Wang
- Akaji Maro jako Umehara
- Shirō Sano jako Shibata
- Akira Terao jako Ryūtarō Kuroda